# Arsakeion
Arsakeion (Αρσάκειον), eller Arsakeio (Αρσάκειο) är en grupp privatskolor som drivs av den privata grekiska föreningen Philekpaideutikē Etaireía (Φιλεκπαιδευτική Εταιρεία). 
Skolföreningen Philekpaideutikē Etaireía grundades år 1836 av Ioannis Kokkonis, Georgios Gennadios och Michail Apostolidis med syftet att införa skolor för flickor i ett Grekland som då nyligen blivit ett självständigt land efter det grekiska frihetskriget. Den första flickskolan finansierades av magnaten Apostolos Arsakis och fick därför namnet efter honom. Allteftersom grundades fler skolor.  Initialt var skolorna flickskolor med enbart kvinnliga elever, som främst utbildade kvinnliga lärare för flickskolor. Så småningom utvecklades skolorna med stigande krav på utbildning. 
Sedan 1982 är Arsakeion-skolorna samskolor. 